# Candelapa
Candelapa, även Rancho Candelapa, är en ort i Mexiko, tillhörande kommunen Texcoco i delstaten Mexiko. Candelapa ligger i den centrala delen av landet och tillhör Mexico Citys storstadsområde. Orten hade 159 invånare vid folkräkningen 2010.